# Фолсберг (Нью-Йорк)
Фолсберг (англ. Fallsburg) — город в округе Салливан, штат Нью-Йорк, США. Население по данным переписи 2020 года — 14 192 человека.

## История
9 марта 1826 года Законодательное собрание штата Нью-Йорк приняло закон о создании города Фолсберг. Город был образован из райнов городов Томпсон и Неверсинк. Фолсберг получил своё название от водопада на реке Неверсинк. 4 апреля 1826 года в здании школы состоялось первое городское собрание.
Река Неверсинк имеет важное значение для развития региона, который она пересекает. В конце 1780-х годов плодородные земли в долине над водопадом привлекли поселенцев из округа Алстер благодаря низкой стоимости земли.
Город, расположенный в горах Катскилл, находится в самом сердце некогда популярного преимущественно еврейского летнего курортного района, известного как Борщовый пояс.

## География
Восточная граница города является границей округа Алстер. Фолсберг граничит на юго-востоке с городом Мамакатинг, на юге — с городом Томпсон, на западе — с городом Либерти, на севере — с городом Неверсинк, а на востоке — с городом Ваварсинг. 
По данным Бюро переписи населения США, общая площадь города составляет 79,0 квадратных миль (204 км²), из которых 77,6 квадратных миль (199 км²) приходится на сушу, а 1,4 квадратных мили (3,6 км²) (1,73 %) — на воду.

## Население
По данным переписи 2000 года, в городе проживало 12 234 человека, 3 761 домохозяйство и 2 478 семей. В городе насчитывалось 6 661 жилое помещение со средней плотностью застройки . Расовый состав населения города был следующим: 75,19 % белых, 15,56 % афроамериканцев, 0,43 % коренных американцев, 1,17 % азиатов, 0,03 % жителей островов Тихого океана, 5,04 % представителей других рас и 2,58 % представителей двух и более рас. Испаноязычные или латиноамериканцы любой расы составляли 14,53 % населения.
В городе насчитывалось 3761 домохозяйство, из которых в 33,3 % проживали дети младше 18 лет, в 47,0 % — супружеские пары, в 14,0 % — женщины без мужей, а в 34,1 % домохозяйств не было семей. 27,6 % домохозяйств состояли из одного человека, а в 10,2 % проживал одинокий человек старше 65 лет. Средний размер домохозяйства составлял 2,60 человека, а средний размер семьи — 3,16 человека.
В городе население распределялось следующим образом: 23,3 % — моложе 18 лет, 8,9 % — от 18 до 24 лет, 32,8 % — от 25 до 44 лет, 24,0 % — от 45 до 64 лет и 11,0 % — старше 65 лет. Средний возраст составлял 37 лет. На каждые 100 женщин приходилось 133,8 мужчин. На каждые 100 женщин в возрасте 18 лет и старше приходилось 142,2 мужчин.
Средний доход домохозяйства в городе составлял 33 036 долларов, а средний доход семьи — 39 216 долларов. Средний доход мужчин составлял 31 949 долларов по сравнению с 24 583 долларами у женщин. Доход на душу населения в городе составлял 16 744 доллара. Около 15,9 % семей и 20,5 % населения находились за чертой бедности, в том числе 30,2 % лиц моложе 18 лет и 14,0 % лиц старше 65 лет.

## Культура
В Фолсберге ежегодно отмечается День Фрэнсиса Карри в честь Фрэнсиса С. Карри и других ветеранов второй мировой войны. Карри получил Медаль Почёта за участие в сражениях на полях Второй мировой войны.

## Исправительные учреждения
Вокруг города расположены два исправительных учреждения, находящихся в ведении Департамента исправительных учреждений штата Нью-Йорк. Исправительное учреждение Вудборн — это тюрьма строгого режима для мужчин, расположенная в деревушке Вудборн, штат Нью-Йорк и исправительное учреждение Салливан — это тюрьма строгого режима для мужчин, расположенная в Фолсбу. Исправительное учреждение Салливан планируется закрыть в ноябре 2024 года.

## Известные люди города и округа
- Фрэнсис С. Карри — бывший солдат армии США, награждённый высшей военной наградой США — Медалью Почёта — за свои действия во время Второй мировой войны. Вырос в Хёрливилле в семье фермеров, занимавшихся молочным животноводством[10].
- Дегро, Гевин — певец, родился Саут-Фоллсберг[11][12]
- Джоуи Дегроу, певец и автор песен, родился Саут-Фоллсберг[13]
- Сари Фельдман, библиотекарь, была президентом Американской библиотечной ассоциации (ALA) с 2015 по 2016 год[14]
- Эндрю Нейдерман — бывший учитель английского языка в Центральной средней школе Фолсберга. Автор множества романов ужасов, в том числе «Адвокат дьявола», по которому был снят фильм с Аль Пачино в главной роли[15].
- Руфус Пэйлен — конгрессмен США, выросший в Фолсберге[16]
- Джозеф «Даймонд Джо» Рейнольдс — пароходный магнат, родился в Фолсберге[17]
- Аллен Янг — писатель, вырос в Глен Уайлд.[18]

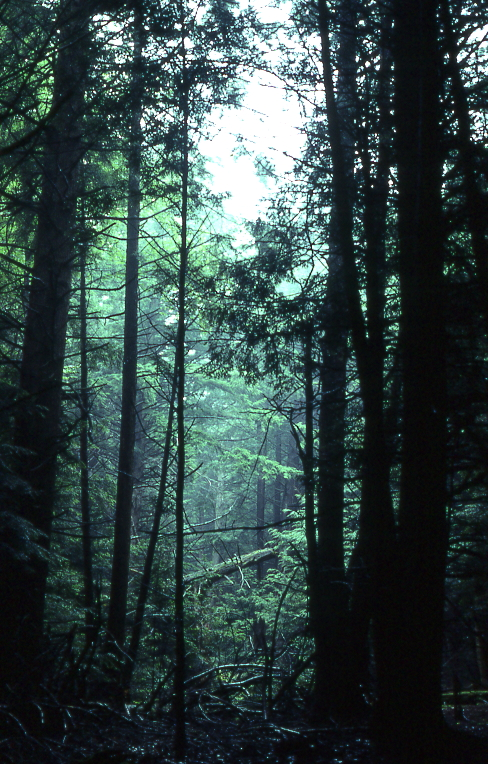
Лес вокруг города

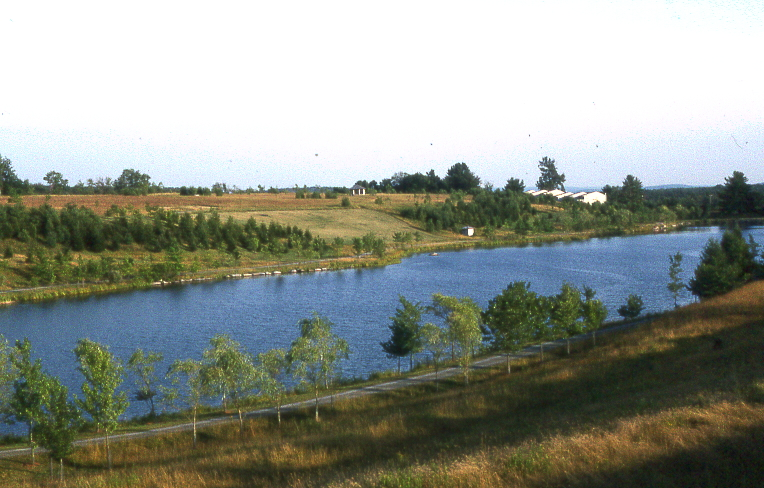
Озеро Нитьянанда

## Примечание
1. 1 2  US Census Bureau, 2020 Census Report Fallsburg, New York QuickFacts https://www.census.gov/quickfacts/fallsburgtownsullivancountynewyork
2. ↑  Fallsburg. Sullivan County Historical Society. Дата обращения: 30 июля 2014.
3. ↑  The Crumbling Beauty Of New York's 'Borscht Belt' Resorts [PHOTOS]. Business Insider. Дата обращения: 30 июля 2014.
4. ↑  Census of Population and Housing. Census.gov. Дата обращения: 4 июня 2015.
5. ↑  U.S. Census website. United States Census Bureau. Дата обращения: 31 января 2008.
6. ↑  Resolution J4696-2011. New York Senate. Дата обращения: 30 июля 2014.
7. ↑  Hurleyville salutes local war hero Francis Currey. Local Media Group, Inc.. Дата обращения: 30 июля 2014.
8. ↑  Town of Fallsburg comes together for tenth annual Francis Currey. Time Warner Cable Enterprises LLC.. Дата обращения: 30 июля 2014.
9. ↑  Facility Listing. Department of Corrections and Community Supervision. Дата обращения: 30 июля 2014. Архивировано из оригинала 14 января 2020 года.
10. ↑  Francis S. Currey. New York Senate (28 мая 2010). Дата обращения: 30 июля 2014.
11. ↑  Gavin DeGraw Biography. Gavin DeGraw US. Дата обращения: 25 января 2012. Архивировано из оригинала 21 января 2012 года.
12. ↑  Gavin DeGraw Selling Modest Home in 'Other' Hollywood.
13. ↑  Songwriting craft is Joey DeGraw's passion (4 января 2008).
14. ↑  What I Learned from Bestselling Author Andrew Neiderman.
15. ↑  Literacy Volunteers of Sullivan County Present Andrew Neiderman. THE CATSKILL CHRONICLE (26 апреля 2010). Дата обращения: 30 июля 2014.
16. ↑  PALEN, Rufus, (1807 - 1844). Biographical Directory of the United States Congress. Дата обращения: 30 июля 2014.
17. ↑  Reynolds, Joseph "Diamond Jo". University of Iowa. Дата обращения: 29 октября 2017.
18. ↑  Louis Project.